# Sonic Dash
Sonic Dash (jap.: ソニックダッシュ, Hepburn: Sonikku Dasshu) ist ein Free-to-play-Jump-’n’-Run-Computerspiel der Kategorie Endless Runner der Sonic-Spielreihe auf Mobilgeräten mit optionalen In-App-Käufen, das von SEGA HARDlight entwickelt und von Sega erstmals über den Apple App Store am 7. März 2013 für iOS sowie später über Google Play für Android veröffentlicht wurde, gefolgt von Veröffentlichungen im Amazon Appstore und im Microsoft Store.
In Sonic Dash läuft die Spielfigur in einer dreidimensionalen Welt automatisch nach vorne und der Spieler muss Gefahren, Hindernissen oder Abgründen ausweichen oder über sie hinwegspringen und Gegenstände wie Ringe einsammeln. Das Gameplay ähnelt stark den ebenfalls erfolgreichen Mobilegames Temple Run (2011) oder Subway Surfers (2012).
Es gibt mehrere Varianten des Spiels mit minimalen Änderungen, nämlich die japan-exklusiven Sonic Dash S (2014) und Sonic Dash Club (2015), den Arcade-Automaten Sonic Dash Extreme (2015) und Sonic Dash + (2022) für Apple Arcade ohne In-App-Käufe, sowie zwei ähnliche Nachfolger. Dennoch blieb das originale Sonic Dash mit weltweit 500 Millionen Downloads bis September 2021 das erfolgreichste und meistgespielte Sonic-Spiel auf dem Mobilemarkt und wird seither immer weiter mit neuen Leveln, spielbaren Charakteren und speziellen Events erweitert.
Es ist der Vorgänger von Sonic Dash 2: Sonic Boom (2014) und Sonic Forces: Speed Battle (2017).

## Gameplay
Das Gameplay aller Spiele der Sonic-Dash-Serie ist im Grunde gleich: Der Spieler navigiert Sonic oder falls verfügbar, einen anderen Charakter seiner Wahl, über einen gleichmäßig breiten Weg mit zumeist drei Spuren, auf denen sich die Spielfigur bewegt. Als Spieler wischt man auf dem Touchscreen mithilfe einer Streichbewegung nach links oder rechts, um die Spielfigur auf eine der drei parallel laufenden Spuren zu wechseln, um Gegenstände wie Ringe sowie seltene, rote Ringe einzusammeln und sie mit einer Touchscreen-Bewegung nach oben mit der Spin Attack hochspringen oder nach unten rutschen und zu einer Kugel einrollen zu lassen, um Hindernisse zu umgehen oder Badnik-Roboter zu zerstören. Nimmt die Spielfigur an Hindernissen oder Robotern Schaden, verliert sie bereits gesammelte Ringe. Nimmt die Spielfigur Schaden, ohne Ringe zu besitzen oder fällt in einen tödlichen Abgrund, muss von vorne begonnen bzw. ein Werbespot angeschaut oder mit In-App-Währung gezahlt werden, um das Spiel von dieser Stelle fortzusetzen. Zudem füllen gesammelte Ringe den „Dash Meter“ am unteren Bildschirmrand. Ist dieser komplett gefüllt, kann mit dem namensgebenden „Dash Boost“ mit höherer Geschwindigkeit ein Teilabschnitt des Levels mit erhöhter Geschwindigkeit absolviert werden, bei dem die Spielfigur automatisch über alle Hindernisse hinwegfegt. Am Ende eines Weges liegen oft auch Sprungfedern, welche die Spielfigur in die Höhe schießen lässt und diese in der Luft mit Bewegungen des Spielers auf dem Touchscreen „Trick Actions“ ausführen, welche je nach Erfolg 10, 20, 30, 50 oder 100 Ringe einbringen, bevor der Level auf dem nächsten Weg fortgesetzt wird. Am Ende eines Levels erwartet den Spieler oft einen Bosskampf gegen Dr. Eggman, Zazz oder einen Gegner namens Bash, bei dem die Kameraperspektive mehrfach wechselt, man neuen Hindernissen wie Raketengeschossen ausweichen und schließlich durch Antippen des Widersachers den Bosskampf erfolgreich bestreiten muss.
Sonic Dash bietet auch optionale In-App-Käufe an. Wird die Spielfigur durch einen Gegner, Hindernis oder Abgrund außer Gefecht gesetzt, kann durch das Einlösen von gesammelten bzw. durch Echtgeld erworbenen roten Ringen oder durch das Anzeigen eines Werbespots das Spiel an dieser Stelle fortgesetzt werden. Ebenso lassen sich spielbare Charaktere entweder direkt durch Echtgeld, in der Regel für 3,99 € je Charakter oder für eine bestimmte Anzahl an roten Ringen freischalten. Mit normalen Ringen können kleinere Vorteile wie eine schnelle Füllrate des „Dash Meters“, Sprint-Turbo, einen Schutzschild oder ein Magnet der mehr Ringe anzieht, erkauft werden. Ähnliche Vorteile können bei einem Glücksrad erhalten werden, welches jedoch nur einmal täglich kostenfrei gedreht werden kann und für weitere Drehungen Echtgeld bezahlt werden muss. Die Tiere, die man durch das Besiegen der Badniks rettet und ebenfalls käuflich erworben werden können, lassen sich gegen Dekorationsgegenstände in den Leveln eintauschen. Wird Echtgeld an das Spiel gegeben, entfallen in der Regel sämtliche Werbeanzeigen und Werbevideos, die bei einer Free-to-play-Spielweise immerzu angezeigt werden. Die Echtgeld-Optionen reichen von einem Preis von 3,99 € für 30 rote Ringe bis 99,99 € für 200.000 Ringe und 500 rote Ringe, wobei es häufig Angebote und Bundles gibt, beispielsweise „Character Packs“, bei denen mehrere Spielfiguren für einen vergünstigten Mengenrabatt angeboten werden.

### Charaktere
Zum Launch von Sonic Dash gab es zunächst nur vier freispielbare oder durch In-App-Käufe erwerbbare Spielfiguren. Mit der Zeit wurden weitere Charaktere der Sonic-Spieleserie hinzugefügt, welche zum Teil mit ebenfalls neu hinzugekommenen Leveln freigespielt werden konnten. Nach diversen Kooperationen mit beispielsweise Angry Birds oder Sanrio und nachdem die Nachfolger des Spiels nicht an den Erfolg des ersten Sonic Dash anknüpfen konnten, wurde der Support des Spiels seit 2018 intensiviert. Seitdem erscheinen regelmäßig Events, die sich auch saisonbedingt wiederholen. Auch neuere Veröffentlichungen an Videospielen oder Kinofilmen sorgten in Sonic Dash bis über zehn Jahre nach der Erstveröffentlichung immer noch für neuen Kontent.
| Spielbare Charaktere in Sonic Dash     | Spielbare Charaktere in Sonic Dash  | Spielbare Charaktere in Sonic Dash |
| Figur im Spiel                         | Bedingung zum Freischalten          | Hinzugefügt am                     |
| -------------------------------------- | ----------------------------------- | ---------------------------------- |
| Sonic the Hedgehog                     | Von Beginn an spielbar              | 7. März 2013                       |
| Miles Tails Prower                     | Green Hill Zone wiederherstellen    | 7. März 2013                       |
| Knuckles the Echidna                   | Seaside Hill Zone wiederherstellen  | 7. März 2013                       |
| Amy Rose                               | Beach Zone wiederherstellen         | 7. März 2013                       |
| Shadow the Hedgehog                    | Sky Sanctuary Zone wiederherstellen | 18. Juli 2013                      |
| Blaze the Cat                          | 55 rote Ringe, Events               | 26. September 2013                 |
| Silver the Hedgehog                    | 65 rote Ringe, Events               | 24. Dezember 2013                  |
| Rouge the Bat                          | 70 rote Ringe, Events               | 20. Februar 2014                   |
| Cream the Rabbit                       | 75 rote Ringe, Events               | 24. April 2014                     |
| Andronic the Android (nur auf Android) | 60 rote Ringe                       | 19. Juni 2014                      |
| Red                                    | Angry Birds Epic Event              | 11. Juni 2015                      |
| Chuck                                  | Angry Birds Epic Event              | 18. Juni 2015                      |
| Bomb                                   | Angry Birds Epic Event              | 25. Juni 2015                      |
| Espio the Chameleon                    | 3,99 €, Events                      | 11. März 2016                      |
| Classic Sonic                          | 3,99 €, Events                      | 23. Juli 2016                      |
| My Melody                              | Sanrio Event                        | 1. Dezember 2016                   |
| Chococat                               | Sanrio Event                        | 8. Dezember 2016                   |
| Badtz-Maru                             | Sanrio Event                        | 15. Dezember 2016                  |
| Hello Kitty                            | Sanrio Event                        | 22. Dezember 2016                  |
| Pac-Man                                | Pac-Man Event                       | 20. Februar 2018                   |
| Ms. Pac-Man                            | Pac-Man Event                       | 26. Februar 2018                   |
| Big the Cat                            | 3,99 €, Events                      | 2018                               |
| Charmy Bee                             | Snow Mountain Zone wiederherstellen | 15. Februar 2019 (Version 4.0.0)   |
| Vector the Crocodile                   | Temple Zone wiederherstellen        | 15. Februar 2019 (Version 4.0.0)   |
| Jet the Hawk                           | Mushroom Hill Zone wiederherstellen | 2019 (Version 4.0.2)               |
| Metal Sonic                            | 3,99 €, Events                      | 2019 (Version 4.3.0)               |
| Witch Rouge                            | Halloween Event                     | 18. Oktober 2019                   |
| Vampire Shadow                         | Halloween Event                     | 26. Oktober 2019                   |
| Elf Classic Sonic                      | Weihnachts-Event                    | 13. Dezember 2019                  |
| Santa Big                              | Weihnachts-Event                    | 20. Dezember 2019                  |
| Teen Sonic                             | Sonic-Kinofilm-Event                | 31. Januar 2020                    |
| Baby Sonic                             | Sonic-Kinofilm-Event                | 7. Februar 2020                    |
| Slugger Sonic                          | "Step Up to the Plate!" Event       | 24. April 2020                     |
| All-Star Amy Event                     | "Step Up to the Plate!" Event       | 1. Mai 2020                        |
| Langklaue                              | Kinofilm-Event                      | 15. Mai 2020                       |
| Tangle the Lemur                       | IDW-Event                           | 3. Juli 2020                       |
| Whisper the Wolf                       | IDW-Event                           | 10. Juli 2020                      |
| Treasure Hunter Knuckles               | Treasure-Hunter-Event               | 14. August 2020                    |
| Elite Agent Rouge                      | Elite-Agent-Event                   | 21. August 2020                    |
| Excalibur Sonic                        | "Storybook Sprints!" Event          | 23. November 2020                  |
| Jingle Belle Amy                       | "Festive Fun" Event                 | 25. Dezember 2020                  |
| Bongo                                  | Danimals Promotion Event            | 12. Mai 2021                       |
| Pirate Sonic                           | "30 Years of Sonic!" Event          | 12. Mai 2021                       |
| Captain Shadow                         | "30 Years of Sonic!" Event          | 12. Mai 2021                       |
| Sir Lancelot                           | "Storybook Sprints!" Event          | 13. August 2021                    |
| Reaper Metal Sonic                     | "Fright Night!" Event               | 18. Oktober 2021                   |
| Werigel-Sonic                          | "Fright Night!" Event               | 18. Oktober 2021                   |
| Nutcracker Silver                      | "Festive Fun" Event                 | 9. Dezember 2021                   |
| Lunar Blaze                            | "Happy New Year" Event              | 20. Januar 2022                    |
| Linebacker Omega                       | "Football-Throwdown" Event          | 3. Februar 2022                    |
| Kinofilm-Tails                         | Sonic-2-Kinofilm-Event              | 7. April 2022                      |
| Kinofilm-Knuckles                      | Sonic-2-Kinofilm-Event              | 14. April 2022                     |
| Kinofilm-Super-Sonic                   | Sonic-2-Kinofilm-Event              | 23. Juni 2022                      |
| E-123 Omega                            | Omega-Event                         | 7. Juli 2022                       |
| Sir Percival                           | Sonic-und-der-Schwarze-Ritter-Event | 21. Juli 2022                      |
| Paladin Amy Event                      | Sonic-und-der-Schwarze-Ritter-Event | 1. September 2022                  |
| Super Sonic                            | Super-Sonic-Event                   | 8. November 2022                   |
| Nine                                   | Sonic-Prime-Event                   | 15. Dezember 2022                  |
| Rusty Rose                             | Sonic-Prime-Event                   | 22. Dezember 2022                  |
| Boscage Maze Sonic                     | Sonic-Prime-Event                   | 20. Januar 2023                    |
| Unicorn Cream                          | Unicorn-Cream-Event                 | 17. Februar 2023                   |
| Sir Gawain                             | Sonic-und-der-Schwarze-Ritter-Event | 10. März 2023                      |
| Popstar Amy                            | Musician-Event                      | 20. April 2023                     |
| Rockstar Rouge                         | Musician-Event                      | 27. April 2023                     |
| Super Shadow                           | Super-Shadow-Event                  | 11. Mai 2023                       |
| Darkspine Sonic                        | Darkspine-Event                     | 1. Juni 2023                       |
| Super Silver                           | Super-Silver-Event                  | 22. Juni 2023                      |
| Dragon Hunter Lancelot                 | Dragon-Hunter-Lancelot-Event        | 6. Juli 2023                       |
| LEGO® Sonic                            | LEGO®-Event                         | 1. August 2023                     |
| LEGO® Tails                            | LEGO®-Event                         | 1. August 2023                     |
| LEGO® Amy                              | LEGO®-Event                         | 1. August 2023                     |
| Panda Amy                              | Panda-Amy-Event                     | 22. August 2023                    |
| Sir Galahad                            | Sir-Galahad-Event                   | 5. September 2023                  |
| Mephiles                               | Mephiles-Event                      | 10. Oktober 2023                   |
| Classic Super Sonic                    | Sonic-Superstars-Event              | 17. Oktober 2023                   |
| Mummy Knuckles                         | Mummy-Knuckles-Event                | 31. Oktober 2023                   |
| Surge                                  | Surge-Event                         | 14. November 2023                  |
| Infinite                               | Infinite-Event                      | 21. November 2023                  |
| Chrono Silver                          | Chrono-Silver-Event                 | 28. November 2023                  |
| Snowdrift Sonic                        | Weihnachts-Event 2023               | 21. Dezember 2023                  |
| Knuckles the Dread                     | Sonic-Prime-Event (Staffel 3)       | 3. Januar 2024                     |
| Thorn Rose                             | Sonic-Prime-Event (Staffel 3)       | 10. Januar 2024                    |
| Dragonfire Sonic                       | Dragon-Event                        | 31. Januar 2024                    |
| Dragonclaw Tails                       | Dragon-Event                        | 7. Februar 2024                    |
| Valentine Rouge                        | Valentinstag-Event 2024             | 14. Februar 2024                   |
| Grim Sonic                             | Sonic-Prime-Event (Staffel 3)       | 21. Februar 2024                   |
| Jester Sonic                           | 1. April Event 2024                 | 1. April 2024                      |
| Series Knuckles                        | Knuckles-Event                      | 26. April 2024                     |
| Drummer Cream                          | Drummer-Cream-Event                 | 11. Mai 2024                       |
| Metal Sonic Mach 3.0                   | Metal-Sonic-Mach-3.0-Event          | 23. Mai 2024                       |
| Burning Blaze                          | Burning-Blaze-Event                 | 17. Juni 2024                      |
| Valiant Tails                          | Valiant-Tails-Event                 | 4. Juli 2024                       |
| Idol Shadow                            | Idol-Shadow-Event                   | 24. Juli 2024                      |
| Karate Knuckles                        | Karate-Knuckles-Event               | 6. August 2024                     |

## Varianten

### Sonic Dash S
Sonic Dash S ist eine größtenteils identische Variante von Sonic Dash, welche exklusiv in Japan am 5. Februar 2014 für die in Japan populäre Anwendungssoftware „Line“ veröffentlicht wurde und daher über keine In-App-Käufe verfügt.
Nur Sonic, Tails, Knuckles, Amy und Blaze sind in dieser Version spielbar. Das Spiel erzählte eine kurze Handlung, laut der Dr. Eggman den Master Emerald stahl und deswegen nun von den Charakteren verfolgt wird, fügte eigene Spezialfähigkeiten für die verschiedenen Spielfiguren ein, alle Charaktere konnten mit normalen Ringen im Spielverlauf freigeschaltet werden, Bosskämpfe fanden zufällig in den Leveln statt, statt dem „Dash Meter“ füllte man eine „Fever“-Anzeige für einen ganz ähnlichen Effekt und ein Online-Mehrspielermodus wurde hinzugefügt. Ebenfalls neu im Spiel waren die kleinen Chao, welche für die kleinen Vorteile während des Spiels sorgten und die Spielfigur heilen konnten.

### Sonic Dash Club
Sonic Dash Club ist eine größtenteils identische Variante von Sonic Dash, die exklusiv in Japan am 17. Mai 2015 für iOS und Android veröffentlicht wurde und fast vollkommen identisch mit Sonic Dash S. Der Grund der Veröffentlichung war, dass man die Neuerungen von Sonic Dash S auch außerhalb der Anwendungssoftware „Line“ bereitstellen, aber diesmal erneut In-App-Käufe wie im ersten Sonic Dash einbauen wollte.
Nur Sonic, Tails, Knuckles, Amy und Blaze sind in dieser Version spielbar. Das Spiel erzählte eine kurze Handlung, laut der Dr. Eggman den Master Emerald stahl und deswegen nun von den Charakteren verfolgt wird, enthielt eigene Spezialfähigkeiten für die verschiedenen Spielfiguren, Bosskämpfe fanden zufällig in den Leveln statt, statt dem „Dash Meter“ füllte man eine „Fever“-Anzeige für einen ganz ähnlichen Effekt und ein Online-Mehrspielermodus wie in Sonic Dash S war auch enthalten. Ebenfalls im Spiel waren die kleinen Chao, welche für die kleinen Vorteile während des Spiels sorgten und die Spielfigur heilen konnten.
Sonic Dash Club wird seit dem 27. Juli 2016 nicht mehr zum Download angeboten und ist nicht mehr verfügbar, nachdem das erste Sonic Dash durch Updates zunehmend an Inhalt und Neuerungen dazugewann.

### Sonic Dash Extreme
Sonic Dash Extreme ist eine größtenteils identische Variante von Sonic Dash, welche als Arcade-Automat ab Mai 2015 im vereinigten Königreich, dem Standort der zuständigen Entwicklerstudios SEGA HARDlight und Sega Amusements International Ltd., veröffentlicht wurde. Das Spiel startet durch Münzeinwurf und wird nicht mittels Touchscreen, sondern mit einem überdimensional großen Steuerkreuz gesteuert, um die Figur nach links oder rechts zu bewegen, zu springen oder am Boden rollen zu lassen. Der Spieler sammelt während des Spielfortschritts „Redemption Tickets“, die er nutzen kann, wenn seine Spielfigur an einem Gegner, Hindernis oder Abgrund scheitert, um an einem festgelegten Checkpoint weiterzuspielen. Auch der Bosskampf gegen Dr. Eggman wurde leicht angepasst.
Nur Sonic, Tails, Knuckles, Amy, Shadow, Rouge, Silver, Blaze und Cream sind in dieser Version spielbar. Außerdem speichert der Automat tägliche und dauerhafte Highscore-Tabellen.

### Sonic Dash +
Sonic Dash + ist eine größtenteils identische Variante von Sonic Dash, welche weltweit am 8. April 2022 exklusiv über Apple Arcade für iOS, macOS, iPadOS und tvOS veröffentlicht wurde und daher über keine In-App-Käufe verfügt. Stattdessen können alle für Echtgeld in Sonic Dash erwerbbaren Inhalte hier mit roten Ringen freigeschaltet werden, die man deutlich häufiger im Spielverlauf erhält, nun beispielsweise auch während der „Trick Actions“ in der Luft. Sonic Dash + erhält im Normalfall alle Updates und neu hinzugefügte Charaktere oder Inhalte im Gleichschritt mit dem originalen Sonic Dash.

### Sonic Prime Dash
Sonic Prime Dash ist eine abgewandelte Variante von Sonic Dash +, welche weltweit am 13. Juli 2023 exklusiv über Netflix Games für iOS und Android veröffentlicht wurde und daher über keine In-App-Käufe verfügt. Das Charakterroster aus dem originalen Sonic Dash wurde stark eingeschränkt, vorrangig spielbar sind Charaktere der TV-Serie Sonic Prime (2022–2024): Boscage Maze Sonic, Nine und Rusty Rose sind von Beginn an auswählbar, während Grim Sonic, Knuckles the Dread und Thorn Rose freigespielt werden können. Einzig neu an dieser Version ist die Stage New Yoke City und der Boss Dr. Babble, beide aus Sonic Prime entstammend.

## Nachfolger
- Sonic Dash 2: Sonic Boom

Erschien weltweit am 1. Juli 2015 für Android und am 9. Oktober 2015 für iOS, auch vertrieben unter dem verkürzten Spieletitel Sonic Boom. Es verfügt über dasselbe Gameplay wie das erste Sonic Dash, jedoch mit neuen Leveln und insgesamt sieben spielbaren Charakteren, die alle auf der Spin-Off-Serie Sonic Boom, zu der die TV-Serie Sonic Boom (2014–2017) und Videospiele wie Sonic Boom: Lyrics Aufstieg (2014) gehören, basieren. Als Free-to-play-Spiel bietet Sonic Dash 2: Sonic Boom erneut In-App-Käufe an.
- Sonic Forces: Speed Battle

Erschien weltweit am 2. November 2017 für iOS und am 15. November 2017 für Android, auch vertrieben unter den vorübergehenden Namen Sonic Forces Mobile, Sonic Forces: Racing Battle und Sonic Forces: Running Battle. Es verfügt über ähnliches Gameplay wie das erste Sonic Dash oder Sonic Dash 2: Sonic Boom, jedoch mit neuen Leveln und neuen spielbaren Charakteren, die alle auf dem Spiel Sonic Forces (2017) basieren. Mit der Zeit kamen durch Updates und Events viele weitere Charaktere hinzu, ähnlich wie bei Sonic Dash. Der Weg, den die Spielfigur entlangrennt, verfügt diesmal über vier statt drei Spuren, zwischen denen man während des Spiels wechselt und es verfügt über einen Online-Mehrspielermodus. Als Free-to-play-Spiel bietet Sonic Forces: Speed Battle erneut In-App-Käufe an.

## Rezeption
Wenngleich Sonic Dash von der Fachpresse eher mittelmäßige Wertungen erhielt, so wurden vergleichsweise hohe Downloadzahlen erreicht. Lagen die Downloads im März 2013 bei 22,6 Millionen, so stiegen sie bis Juni 2015 auf 100 Millionen mit 14 Millionen Spielern im Monat an, ehe im November 2017 300 Millionen Downloads erreicht wurden, bis zu 400 Millionen bis April 2020 und 500 Millionen im September 2021.

„Simples Jum&Run mit dem gewissen Sonic-Feeling, dass seine 1,99 US-Dollar auf jeden Fall wert ist, den Highscore aber leider durch Pay2Win ad absurdum führt.“

„Der flinke Igel Sonic fühlt sich in einem Endlos Runner richtig zu Hause und mit den gewohnten Grafik- und Sound-Elementen auch die Spieler, die ihn schon kennen. Hier macht Sega die Eingewöhnung leicht und bietet adrette endlose Landschaften und präzise Steuerung, die Spielspaß aufkommen lassen. Wer aber Geld für ein Spiel ausgibt, sollte nicht mit nervenden Hinweisen für weitere InAppKäufe genervt werden. Unterm Strich ein weiterer solider Endlos-Runner, der Pflichtkauf für Sonic-Fans und interessant für Highscore-Jäger ist.“